# Dominique Quéhec
 (novembre 2017).
 (octobre 2017).
- Si vous ne connaissez pas le sujet, laissez ce bandeau (vous pouvez alors contacter les auteurs).
- Si vous supprimez le contenu mis en cause (vous pouvez préalablement contacter les auteurs),

argumentez précisément cette suppression dans la page de discussion
(un manque de référence n'est pas un argument ; une recherche réelle de référence doit avoir été effectuée, être formellement documentée).
 (octobre 2017).
Si vous disposez d'ouvrages ou d'articles de référence ou si vous connaissez des sites web de qualité traitant du thème abordé ici, merci de compléter l'article en donnant les références utiles à sa vérifiabilité et en les liant à la section « Notes et références ».
Dominique Quéhec est un comédien français, né le 28 août 1937 à Toulouse et mort le 8 octobre 2024 à Paris.

## Biographie
Son père est officier de marine multi-décoré pour états de service et faits de guerre[réf. nécessaire], il est le benjamin de cinq enfants. Enfance heureuse en dépit de la guerre, qui entraîne leur départ vers la Bretagne, terre ancestrale du père.
Il obtient plusieurs prix au Conservatoire à rayonnement régional de Rennes. Il fait ses premiers pas de comédien professionnel avec la Comédie de l'Ouest (Centre dramatique national codirigé par Georges Goubert et Guy Parigot). Il joue une saison entière de tournées et de festivals en 1957-1958. Pendant trois ans, de octobre 1959 à juin 1962, il étudie à l’École supérieure d'art dramatique de Strasbourg, dirigée par Hubert Gignoux. Il rejoint la Comédie de Saint-Étienne, centre dramatique national. Doctobre 1962 à juin 1966, il est distribué dans des spectacles, sous les directions de Jean Dasté, Armand Gatti et Jacques Lecoq notamment, spectacles diffusés en France et à l'étranger. 
Fin 1966, il participe à la création en France de La Mère de Bertolt Brecht, sous la direction de Jacques Rosner au Grenier de Toulouse, centre dramatique national. Début 1967, il joue dans La Guerre des paysans, d'après Thomas Müntzer, mise en scène de José Valverde, au Théâtre Gérard-Philipe de Saint-Denis.
En septembre 1967, il fonde le Théâtre municipal populaire de Goussainville (T.M.P.G.), dans la banlieue nord de Paris. C'est une expérience culturelle novatrice qui le fait remarquer de la presse nationale et des pouvoirs publics[réf. nécessaire]. Il sera parmi les premiers théâtres de création à s'implanter dans la banlieue parisienne, dans le grand mouvement de renouveau de la scène et du public amorcé par le Théâtre national populaire de Jean Vilar. 
En 1970, à la demande du directeur du Théâtre national populaire de Chaillot à Paris, Georges Wilson, successeur immédiat de son fondateur Jean Vilar, il réalise une enquête sur le public du T.N.P. Elle fera l'objet d'un rapport circonstancié remis aux autorités de tutelle. En même temps, il est chargé de cours à l'UER d'Études théâtrales de Paris III Sorbonne sur le thème : L'Action culturelle aujourd'hui.
En 1971, le ministre de la Culture, Jacques Duhamel, le nomme à la direction de la Maison de la culture d'Amiens. Il y restera dix ans. 
Pendant son directorat amiénois, Dominique Quéhec est invité par le Département d'État américain pour une visite de plusieurs semaines, qui le conduit de la côte Est (Washington, New York, Boston) à la côte Ouest (San Francisco, Los Angeles), et du nord au sud des États-Unis.
Le ministre de la Culture, Jack Lang, le nomme à la direction du Centre dramatique national de Bretagne en 1981. 
En 1985, il fonde à Paris sa propre compagnie : le Théâtre de la Pierre Blanche. Elle jouera dans le secteur privé comme dans les salles subventionnées de la capitale, selon des périodicités variables, allant des trois saisons 1990-1993-1994 au Théâtre du Rond-Point des Champs-Élysées, à l'Opéra national de Paris-Bastille. En février 1992, ce théâtre programme sa mise en scène des Cinq nôs modernes de Yukio Mishima, dans une adaptation de Marguerite Yourcenar, et la musique originale d'Isabelle Aboulker. En 1990, l'Opéra Bastille avait accueilli sa mise en scène des Troyennes d'Euripide, interprété par les jeunes acteurs du Conservatoire national supérieur d'art dramatique de Paris.
Il a fait une longue tournée en Algérie avec la Comédie de Saint-Étienne de Jean Dasté, en 1965, à l'invitation du gouvernement. Alors qu'il va réaliser deux spectacles sur des textes de Rachid Boudjedra, en janvier-février 1995, la Maison de la Poésie, à Paris, lui donne une entière « carte blanche » : 17 poètes algériens y feront entendre leurs voix, avec le concours des acteurs Laurence Bourdil, Gérard-Henri Durand, Nadia Samir et Jean-Pierre Vincent etc. Parmi les écrivains présents à ces lectures-conférences, toutes présentées par Dominique Quéhec, on pouvait voir Rachid Boudjedra, Mohammed Dib, Assia Djebar... et entendre les disparus : Taos, Jean Amrouche, Jean Sénac et Kateb Yacine.
Metteur en scène, Dominique Quéhec aura fait découvrir des auteurs contemporains, vivants pour la plupart, qui connurent le succès pour la première fois : « Dominique Quéhec a été l'un des premiers, à l'échelle nationale, à introduire au théâtre des cinéastes ou auteurs allemands comme Peter Handke ou Fassbinder » (Annie Daubenton, Les Nouvelles littéraires, 11 au 18 octobre 1979).
Comme le remarque Jean-Marie Lhôte, son successeur à Amiens : « Cette place prépondérante réservée aux auteurs allemand n'est pas banale. La question lui ayant été posée, Dominique Quéhec voit sa source dans la défaite et l'occupation 1940-1944, choc ressenti d'autant plus rudement que son père est officier de marine, multi-décoré pour états de services et faits de guerre. Il y a là en lui comme un noyau dur, mystérieux et irréductible. Cela ne suffirait pas si les œuvres en question étaient mineures ; force est de reconnaitre qu'à l'époque, les auteurs français n'offrent pas cette puissance. Encore faut-il avoir connaissance de ces auteurs allemands. Ici intervient, au sens propre, un bon génie en la personne de Robert Voisin. Son nom tend à s'effacer comme tant d'autres... Rappelons qu'il est le créateur des Éditions de l'Arche, que ces éditions ont publié pendant des années la Revue du Théâtre populaire, accompagnant Jean Vilar, et possèdent aussi un beau catalogue d’œuvres dramatiques, dont le théâtre complet de Bertolt Brecht, ce qui n'est pas rien. Quéhec et Voisin se sont rencontrés, sont devenus amis ; c'est ainsi que l'éditeur a fait connaitre au metteur en scène les auteurs que sont Weiss, Henkel, Dorst, Handke, Fassbinder, en lui donnant, d'une certaine manière, la primeur quand il a été conquis par les premiers résultats »[réf. nécessaire].
Dominique Quéhec meurt le 8 octobre 2024 à l'âge de 87 ans,.

## Mises en scène
- Peter Weiss, Chant du fantoche lusitanien dans la traduction inédite de Jean Baudrillard
- Heinrich Henkel, Les Branlefer, avec Christian Barbier dans le rôle-titre
- Tankred Dorst, Virage
- Peter Handke, Introspection, interprété par Jean Lescot
- Rainer Werner Fassbinder, Les Larmes amères de Petra von Kant, création à la Maison de la culture d'Amiens, reprise au Théâtre national de Chaillot dans le cadre du Festival d'automne à Paris, avec une exploitation prolongée au Théâtre Montparnasse à Paris. Geneviève Page reçut de la Critique dramatique un prix d'interprétation pour sa performance dans le rôle-titre. Nouvelle mise en scène à Lausanne et à Genève dans une distribution helvétique
- Pierre Bourgeade, Le Procès de Charles Baudelaire, avec Jean-Pierre Jorris dans le rôle-titre, et Le Camp
- Jean Audureau, Le Jeune Homme, création au Théâtre national de Chaillot à Paris, aussitôt reprise à la Maison de la culture d'Amiens
- Rachid Boudjedra, Journal d'une femme insomniaque et Timimoun
- Emil Cioran, Conversation
- Lie-Tseu, Le Vrai Classique du vide parfait, avec la participation exceptionnelle de l'actrice chinoise Cong Chan
- Dominique Quéhec, Bénarès chorégraphie
- Fiodor Dostoïevski, Le Poème du Grand Inquisiteur, dans une traduction originale d'André Markowicz et interprété par Jean-Claude Drouot
- Bertolt Brecht, Maître Puntila et son valet Matti
- Paul Claudel, Le Pain dur
- Euripide, Médée, dans une traduction originale de Gérard-Henri Durand, avec Francine Bergé dans le rôle-titre
- Jean Genet, Les Bonnes
- Maxime Gorki, Les Enfants du soleil, dans une adaptation originale de Dominique Quéhec
- Henrik Ibsen, Une maison de poupée, dans une adaptation originale de Dominique Quéhec
- Évangile de Jean, dans une traduction originale de France Quéré
- Luigi Pirandello, À chacun sa vérité (pièce de théâtre)
- William Shakespeare, Othello, dans une traduction originale de Jean Paris[4]
- August Strindberg, Mademoiselle Julie
- Anton Tchekhov, Ivanov, dans une adaptation originale de Dominique Quéhec